# HGM-25A Titan I
Tên lửa Martin Marietta SM-68A/HGM-25A Titan I là tên lửa đạn đạo liên lục địa nhiều tầng đầu tiên của Mỹ, trang bị từ năm 1959 đến năm 1962. Mặc dù SM-68A chỉ được trang bị trong vòng 3 năm, nhưng nó được tiếp nối bằng các phiên bản ICBM cải tiến sau đó, và nó được biết đến là loại tên lửa đẩy nổi tiếng của Mỹ. Titan I là tên lửa duy nhất trong số dòng tên lửa ICBM Titan sử dụng chất đẩy là ô xy lỏng và RP-1. Tất cả các phiên bản tên lửa còn lại đều dùng nhiên liệu hypergolant.
Ban đầu, tên lửa SM-68A là loại tên lửa được phát triển như là phương án dự bị cho tên lửa SM-65 Atlas trong trường hợp quá trình phát triển tên lửa Atlas gặp vấn đề. Việc phát triển tên lửa Titan vẫn được tiếp tục để bổ sung số lượng tên lửa ICBM sẵn sàng trực chiến của Mỹ và vì hầm chứa tên lửa của Titan có khả năng sống sót cao hơn Atlas.
Tên lửa LGM-25C Titan II về sau đã trở thành loại tên lửa răn đe hạt nhân của Mỹ cho đến năm 1987, với khả năng mang tải trọng đầu đạn cùng với tầm bắn lớn hơn nhờ sử dụng loại chất đẩy khác với tên lửa thế hệ cũ.

## Lịch sử
Đến tháng 1 năm 1955, kích thước của đầu đạn hạt nhân đã được thu nhỏ lại rất nhiều, cho phép chế tạo đầu đạn có kích thước và khối lượng phù hợp để lắp lên tên lửa. Chương trình tên lửa Titan I đã được tiến hành theo đề nghị của Ủy ban cố vấn tên lửa chiến lược (Teapot Committee). Ủy ban này đã giới thiệu với Không quân Hoa Kỳ về khả năng phát triển vũ khí hạt nhân và hệ thống phóng vũ khí hạt nhân (tên lửa đạn đạo liên lục địa) mà có khả năng miễn nhiễm trước cuộc tấn công bất ngờ của đối phương.
Việc giảm khối lượng của đầu đạn hạt nhân sẽ cho phép tên lửa mang đầu đạn có khả năng bao phủ hầu hết lãnh thổ Liên Xô-Trung Quốc, và hệ thống dẫn đường cho tên lửa cũng sẽ được nâng cấp. Tên lửa Titan I sẽ hoạt động hoàn toàn độc lập mà không cần sự dẫn đường từ các căn cứ mặt đất, từ lúc phóng tên lửa đến giai đoạn đầu đạn tách khỏi tên lửa, đầu đạn sẽ rơi tự do xuống mục tiêu chỉ bằng sự tác động kết hợp của trọng lực và lực cản của không khí. Tháng 5/1955, Bộ chỉ huy trang bị Không quân (Air Materiel Command) đã mời các nhà thầu nộp đề xuất và đấu thầu để phát triển tên lửa ICBM Titan I hai tầng. Tháng 9/1955, Công ty Glenn L. Martin đã giành được hợp đồng phát triển tên lửa Titan. Vào đầu tháng 10, Bộ phận phát triển Không quân phía Tây đã được lệnh bắt đầu công việc phát triển tên lửa. Tên lửa Titan được phát triển song song với ICBM Atlas (SM-65/HGM-16), như một phương án dự phòng với tính năng tốt hơn, và thúc đẩy các công ty phát triển tên lửa Atlas làm việc cố gắng hơn. Martin được lựa chọn làm nhà thầu do đề xuất của công ty về cách thức kích hoạt động cơ nhiên liệu lỏng ở độ cao lớn.
Titan I ban đầu được định danh như một loại máy bay ném bom (B-68), nhưng sau đó được định danh là SM-68 Titan và cuối cùng là HGM-25A vào năm 1962.

### Cách quản lý chương trình phát triển tên lửa
Các chương trình tên lửa chiến lược trước đây của Không quân đã được quản lý bằng cách sử dụng "khái niệm nhà thầu chính duy nhất" (sau này được gọi là khái niệm hệ thống vũ khí). Điều này đã dẫn đến ba chương trình tên lửa Snark, Navaho và RASCAL đã vượt quá mốc thời gian đưa vào trang bị 5 năm và có chi phí vượt quá 300% so với chi phí dự kiến. Đáp lại, Ủy ban cố vấn tên lửa chiến lược được giao nhiệm vụ đánh giá nhu cầu đối với tên lửa đạn đạo và các phương pháp thúc đẩy phát triển chúng. Theo kết quả của các khuyến nghị sau đó, Không quân Hoa Kỳ đã thành lập Bộ phận Phát triển Không quân phía Tây với Chuẩn tướng Bernard Schriever chỉ đạo. Schriever đã tạo ra một tổ chức hoàn toàn mới để quản lý chương trình phát triển tên lửa. Không quân sẽ đóng vai trò là "nhà thầu chính", Tập đoàn Ramo-Woolridge dành được hợp đồng cung cấp kỹ thuật hệ thống và chỉ đạo kỹ thuật tất cả các tên lửa đạn đạo. Nhà thầu chế tạo thân tên lửa cũng sẽ lắp ráp các hệ thống phụ do các nhà thầu khác của Không quân cung cấp. Vào thời điểm đó, tổ chức mới này gây ra rất nhiều tranh cãi.
Tên lửa Titan I có nhiều cải tiến về công nghệ khi so sánh với chương trình tên lửa Atlas, nhưng cũng có chung nhiều vấn đề mà tên lửa Atlas gặp phải. Chất ô xy hóa là ô xy lỏng không thể lưu trữ trong thời gian dài, khiến thời gian tên lửa chuyển trạng thái chiến đấu chậm, do tên lửa phải được nâng lên khỏi giếng phóng tên lửa và nạp oxy lỏng trước khi phóng. Những cải tiến chính của Titan I so với ICBM Atlas phiên bản D là tên lửa Titan I được giữ đứng thẳng trong một giếng chứa tên lửa hoàn toàn dưới lòng đất và cải tiến toàn bộ hệ thống dẫn đường quán tính. Phiên bản tên lửa Atlas E/F về sau được trang bị hệ thống dẫn đường mà sau này được trang bị trên tên lửa Titan I. Tên lửa Titan I được trang bị hệ thống dẫn đường quán tính-radio của Phòng thí nghiệm Bell.

### Vấn đề về ngân sách
Vào tháng 10 năm 1956, chương trình tên lửa Titan, đã được coi là một phần của của lực lượng ICBM quốc gia. Tuy nhiên, những người mong muốn hủy bỏ chương trình Titan ngay từ đầu, cho rằng việc có thêm tên lửa Titan là thừa thãi. Những người ủng hộ phát triển Titan phản bác rằng ICBM Titan mang lại hiệu suất và tiềm năng phát triển lớn hơn ICBM Atlas như một phương tiện phóng tàu vũ trụ, chương trình phát triển tên lửa Titan luôn chịu áp lực về ngân sách. Mùa hè năm 1957 ngân sách phát triển bị cắt giảm dẫn đến Bộ trưởng quốc phòng Wilson giảm tốc độ chế tạo tên lửa Titan từ 7 tên lửa/tháng xuống còn 2 tên lửa/tháng, khiến tên lửa Titan chỉ còn là chương trình nghiên cứu và phát triển. Tuy nhiên, sau cuộc khủng hoảng Sputnik ngày 5/10/1957, tên lửa Titan được phát triển trở lại, năm 1958, các nguồn vốn đầu tư cho tên lửa Titan tăng trở lại và có kế hoạch triển khai lữ đoàn tên lửa Titan.

## Đặc điểm
Titan I được phát triển bởi Glenn L. Martin Company (sau này trở thành "The Martin Company" vào năm 1957), Titan I là tên lửa nhiên liệu lỏng hai tầng đẩy, có tầm bắn hiệu quả đạt 6.101 dặm (11.300 km). Động cơ tầng đẩy 1 sản sinh ra 1.330 kN lực đẩy, tầng 2 là 356 kN lực đẩy. Sự thật là tên lửa Titan I, giống như Atlas, đốt nhiên liệu Rocket Propellant 1 (RP-1) cùng với ô xy lỏng (LOX) nghĩa là chất ô xy hóa phải được nạp vào trong tên lửa ngay trước khi phóng tên lửa, sau đó tên lửa được đưa lên trên mặt đất nhờ hệ thống thang máy. Tổ hợp tên lửa cần thời gian chuẩn bị trước khi phóng gồm 15 phút để nạp nhiên liệu, sau đó mất thêm thời gian để nâng tên lửa lên vị trí phóng, và phóng tên lửa. Tổ hợp phóng mất 7,5 phút để phóng tiếp 2 tên lửa tiếp theo. Titan I trang bị hệ thống điều khiển quán tính-radio. Hệ thống dẫn đường quán tính của Titan I ban đầu vốn được thiết kế để trang bị trên tên lửa Atlas E và Atlas F. Trong vòng 1 năm, Không quân Mỹ đã cân nhắc việc triển khai tên lửa Titan I với chỉ hệ thống dẫn đường quán tính nhưng việc này không bao giờ được diễn ra. (Dòng Atlas là thế hệ ICBM đầu tiên của Mỹ và Titan II (trái ngược với Titan I) là thế hệ thứ hai được triển khai). Titan 1 được điều khiển bởi một máy lái tự động được thông báo về trạng thái bay của tên lửa nhờ một tổ hợp bao gồm 3 con quay hồi chuyển. Trong một hoặc hai phút đầu tiên của chuyến bay, một chương trình lập trình sẵn điều chỉnh góc chúc/ngẩng của tên lửa (pitch) giúp tên lửa giữ đúng đường bay. Kể từ đó trở đi, radar điều khiển AN/GRW-5 sẽ theo dõi tên lửa qua máy phát đặt trên thân tên lửa. Radar này sẽ gửi dữ liệu vị trí của tên lửa cho máy tính dẫn đường AN/GSK-1 (Univac Athena) đặt tại trung tâm chỉ huy. Máy tính này sẽ sử dụng dữ liệu vị trí tên lửa để đưa ra lệnh mã hóa cho tên lửa thông qua radar AN/GRW-5. Dữ liệu dẫn đường đi vào/đi ra giữa radar điều khiển và máy tính điều khiển khoảng 10 lần/giây. Lệnh điều khiển sẽ điều khiển việc kích hoạt động cơ đẩy tầng 1, tầng 2 và động cơ vernier để tên lửa bay đúng hướng và ngắt động cơ vernier khi đã đạt được vận tốc yêu cầu. Hệ thống điều khiển cũng có nhiệm vụ khởi động đầu đạn trước khi nó tách khỏi tầng 2 của tên lửa. Nếu hệ thống điều khiển của một căn cứ tên lửa gặp lỗi, hệ thống điều khiển của một căn cứ khác có thể thay thế để điều khiển tên lửa.
Titan I cũng là ICBM đầu tiên của Mỹ có thiết kế nhiều tầng (2 hoặc hơn). Tên lửa SM-65 Atlas sử dụng cả 3 động cơ chính của nó lúc phóng tên lửa do không đảm bảo kích hoạt được động cơ ở độ cao lớn, đồng thời đảm bảo duy trì đốt nhiên liệu ổn định. Martin đã được lựa chọn làm nhà thầu phát triển Titan I do công ty này đã giải quyết được vấn đề khởi động động cơ tên lửa ở độ cao lớn đối với động cơ trên tầng đẩy thứ 2 tên lửa Titan I. Động cơ sử dụng trên tầng 2 của tên lửa Titan I có đủ độ tin cậy để kích hoạt tại độ cao lớn, sau khi tầng 1 đã tách khỏi thân tên lửa. Tầng đẩy 1 sau khi đã sử dụng hết nhiên liệu của nó, sẽ được tách ra khỏi tầng 2 tên lửa, do đó làm giảm khối lượng của tên lửa. Titan I có tầm bay lớn hơn nhiều (và khoảng cách bay được theo mỗi pound nhiên liệu tiêu thụ trên tầng đẩy thứ 2 lớn hơn tên lửa Atlas, dù cho ICBM Atlas mang nhiều nhiên liệu hơn Titan I). Do Rocketdyne là nhà sản xuất động cơ tên lửa nhiên liệu lỏng cỡ lớn duy nhất nên Air Force Western Development Division quyết định chọn một công ty khác để phát triển động cơ. Aerojet-General được chọn làm nhà thiết kế và chế tạo động cơ cho tên lửa Titan. Aerojet đã chế tạo các động cơ LR87-AJ-3 (động cơ đẩy khởi tốc) và LR91-AJ-3 (động cơ chính).
ICBM Titan I trang bị khoang chứa đầu đạn hồi quyển AVCO Mk 4 chứa đầu đạn nhiệt hạch W38 với đương lượng nổ 3,75 megaton, với ngòi kích nổ trên không hoặc ngòi chạm nổ. RV Mk 4 cũng đồng thời có triển khai các biện pháp gây nhiễu radar đánh chặn dưới dạng các bóng mylar làm giả tín hiệu radar RV Mk 4.

### Thông số kỹ thuật
- Lực đẩy nâng: 1.296 kN
- Tổng khối lượng: 105.142 kg
- Đường kính thân: 3,1 m
- Tổng chiều dài: 31,0 m
- Chi phí phát triển: $ 1.643.300.000 thời giá năm 1962
- Chi phí: 1.500.000 đô la mỗi tên lửa, thời giá năm 1962.
- Tổng số tên lửa được chế tạo: 163 tên lửa.
- Tổng số tên lửa chiến lược đã triển khai: 54 tên lửa.
- Chi phí cơ bản Titan: 170.000.000 đô la [31]

Tầng 1
- Tổng khối lượng: 76,203 kg
- Khối lượng rỗng: 4.000 kg
- Lực đẩy (vac): 1,467 kN
- Isp (vac): 290 giây (2,84 kN · s / kg)
- Isp (mực nước biển): 256 s (2,51 kN · s / kg)
- Thời gian ghi: 138 giây
- Đường kính: 3,1 m
- Chiều dài: 16,0 m
- Chất đẩy: oxy lỏng (LOX), dầu hỏa
- Số lượng động cơ: hai động cơ Aerojet LR87-3

Tầng 2
- Tổng khối lượng: 28,939 kg
- Khối lượng rỗng: 1.725 kg
- Lực đẩy (vac): 356 kN
- Isp (vac): 308 s (3,02 kN · s / kg)
- Isp (mực nước biển): 210 s (2,06 kN · s / kg)
- Thời gian ghi: 225 giây
- Đường kính: 2,3 m
- Khoảng cách: 2,3 m
- Chiều dài: 9,8 m
- Chất đẩy: oxy lỏng (LOX), dầu hỏa
- Số lượng động cơ: một động cơ Aerojet LR91-3

## Trang bị trong Không quân Mỹ
- 568th Strategic Missile Squadron Tháng 4 năm 1961 – Tháng 3 năm 1965

Larson AFB, Washington
- 569th Strategic Missile Squadron Tháng 6 năm 1961 – Tháng 3 năm 1965

Mountain Home AFB, Idaho
- 724th Strategic Missile Squadron Tháng 4 năm 1961 – Tháng 6 năm 1965

Lowry AFB, Colorado
- 725th Strategic Missile Squadron Tháng 4 năm 1961 – Tháng 6 năm 1965

Lowry AFB, Colorado
- 850th Strategic Missile Squadron Tháng 6 năm 1960 – Tháng 3 năm 1965

Ellsworth AFB, South Dakota
- 851st Strategic Missile Squadron Tháng 2 năm 1961 – Tháng 3 năm 1965

Beale AFB, California

### Giếng phóng
Titan I là ICBM đầu tiên của Mỹ được thiết kế để đặt trong các giếng phóng dưới lòng đất và nó đã mang lại cho các nhà quản lý, nhà thầu và các sĩ quan điều hành của USAF kinh nghiệm quý báu về việc xây dựng và làm việc trong các tổ hợp tên lửa rộng lớn. Tổ hợp ngầm bao gồm cổng vào, trung tâm điều khiển, nhà máy điện, phòng đầu cuối, hai hầm chứa ăng ten cho ăng ten radar điều khiển của máy tính ATHENA và ba bệ phóng tên lửa. Tất cả được kết nối bởi một mạng lưới đường hầm rộng khắp.
Tuy nhiên, tổ hợp tên lửa mặc dù an toàn trước một vụ nổ hạt nhân gần đó, nhưng lại có những hạn chế nhất định. Đầu tiên, các tên lửa mất khoảng 15 phút để nạp nhiên liệu, và sau đó, từng tên lửa phải được nâng lên khỏi mặt đất bằng thang máy trước khi phóng, điều này làm kéo dài thời gian phản ứng của tên lửa. Việc chuyển trạng thái chiến đấu nhanh chóng là rất quan trọng để tránh khả năng bệ phóng bị tấn công bởi tên lửa đang bay tới. Mặc dù tên lửa có tầm bắn lớn và có hệ thống điều khiển mới, nhưng độ chính xác của tên lửa thấp. Các vị trí đặt tên lửa được đặt cách nhau ít nhất 17 (thường là 20 đến 30) dặm để tránh việc một đầu đạn có thể hủy diệt cả hai bệ phóng tên lửa. Các bãi phóng tên lửa cũng phải được đặt đủ gần để radar điều khiển của các căn cứ có thể hỗ trợ cho nhau trong trường hợp hệ thống dẫn đường của một căn cứ gặp trục trặc.
Tổ hợp căn cứ tên lửa Titan I là cơ sở phóng tên lửa đắt đỏ nhất, phức tạp nhất từng được Không quân Hoa Kỳ triển khai. Radar điều khiển phải được hiệu chỉnh định kỳ bằng một mục tiêu đặc biệt, tại một khoảng cách và phương hướng chính xác đã định trước. Khi tên lửa được phóng đi, radar điều khiển bám tên lửa và cung cấp thông tin về vận tốc và góc phương vị của tên lửa cho máy tính điều khiển, máy tính điều khiển sau đó sẽ gửi lệnh điều khiển cho tên lửa. Vì vậy, tổ hợp tên lửa chỉ có khả năng phóng và điều khiển bay cho một tên lửa ICBM Titan I duy nhất.

### Loại khỏi biên chế
Khi tên lửa ICBM Titan II và tên lửa ICBM Minuteman I bắt đầu được triển khai vào năm 1963, tên lửa Titan I và Atlas trở nên lỗi thời. Những loại tên lửa này đã bị loại khỏi vai trò làm ICBM từ năm 1965.
Hầu hết các máy tính điều khiển tên lửa ATHENA đã được gửi cho các trường đại học. Một là ở Bảo tàng Smithsonian. Một chiếc vẫn được sử dụng tại Căn cứ không quân Vandenberg cho đến năm 1972. Máy tính này đã điều khiển cho hơn 400 vụ phóng tên lửa.

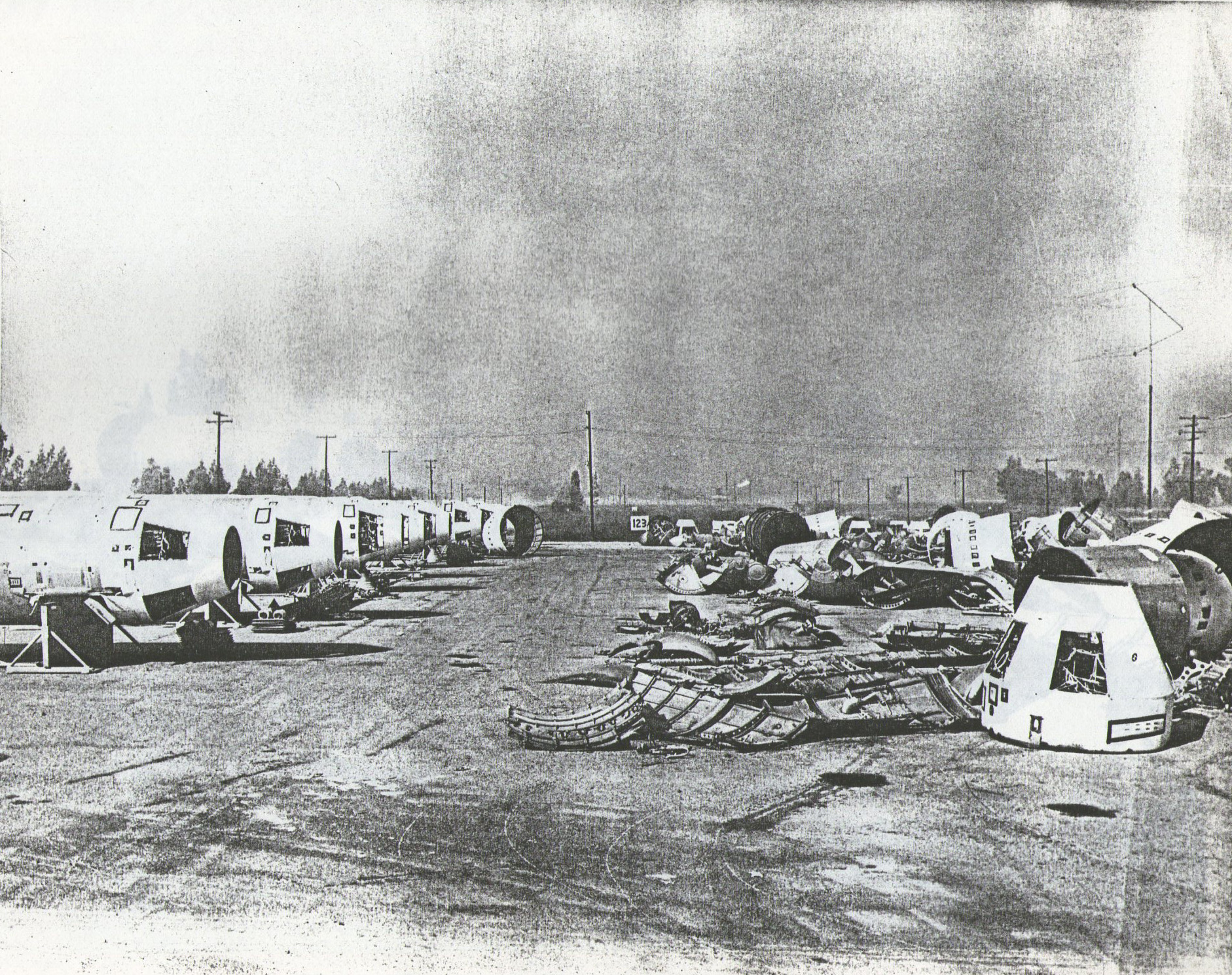
Các tên lửa ICBM Titan-I đang được phá hủy theo Hiệp ước SALT-1 tại căn cứ không quân Mira Loma.
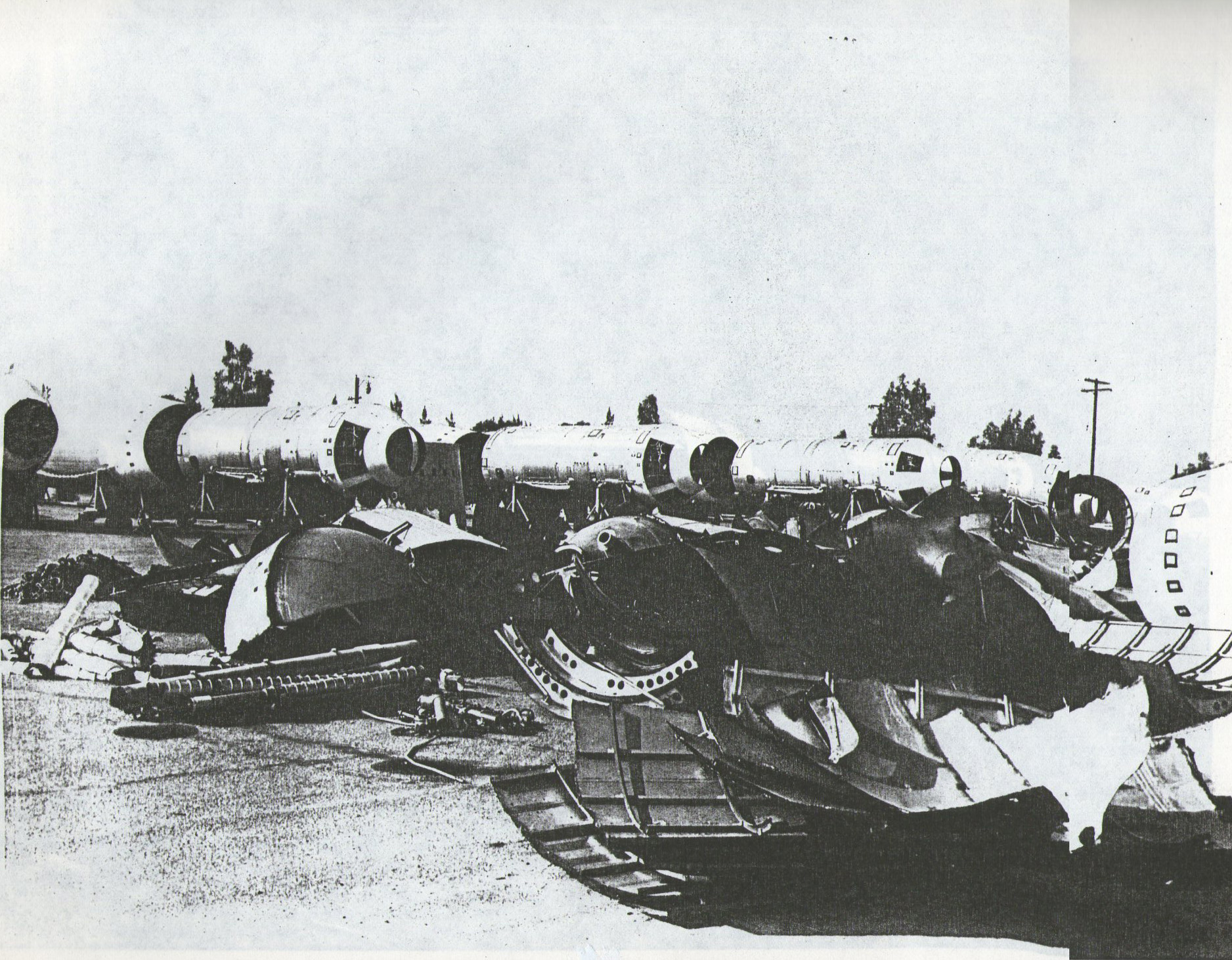
Tên lửa Titan-I đang được phá hủy tại Mira Loma
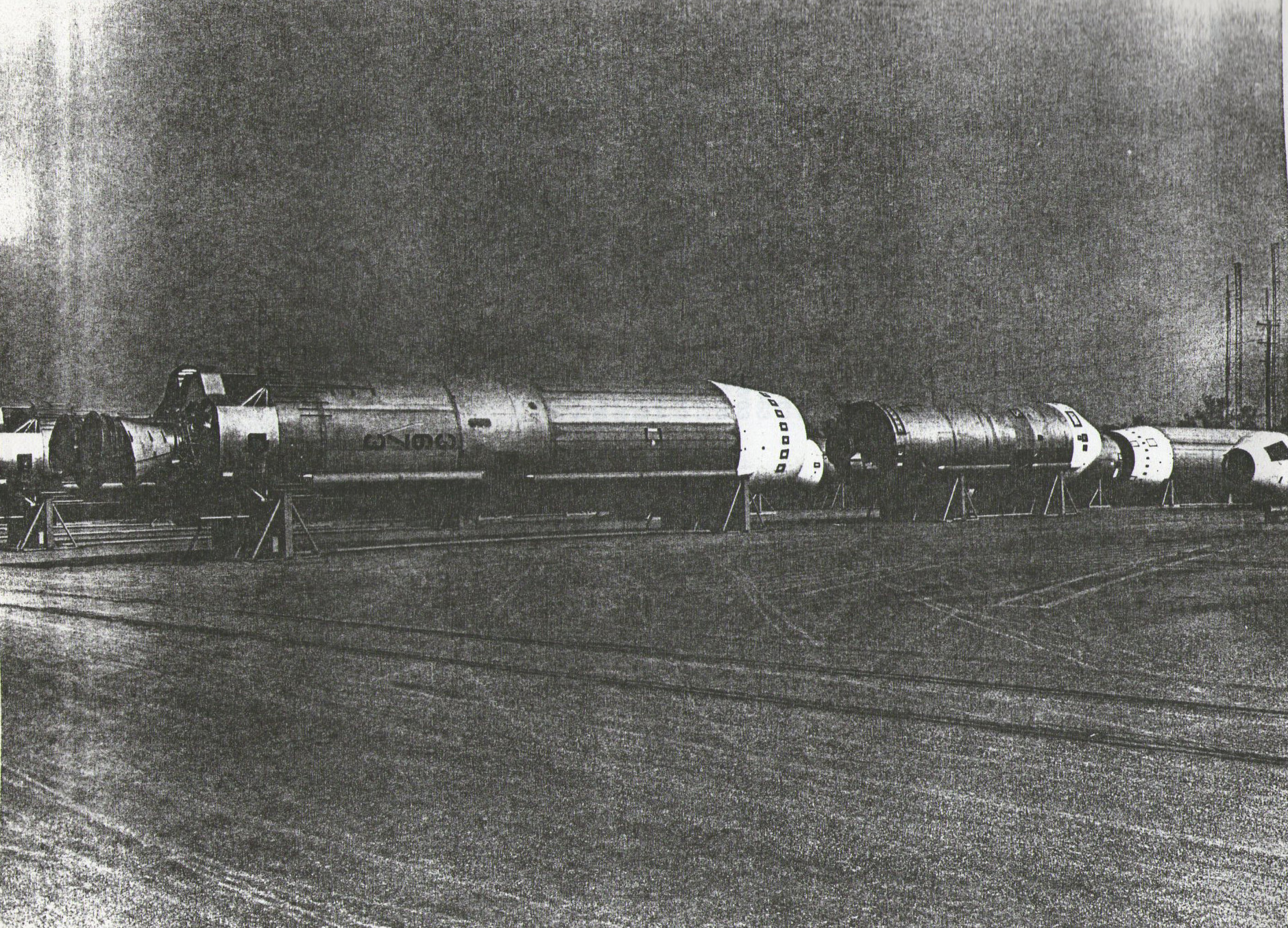

## References
- Green, Warren E., “The Development of The SM-68 Titan”, Historical Office Deputy Commander for Aerospace Systems, Air Force Systems Command, 1962
- Lemmer, George F., The Air Force and Strategic Deterrence 1951-1960 USAF Historical Division Liaison Office: Ann Arbor, 1967.
- Lonnquest, John C and Winkler, David F., “To Defend and Deter: the Legacy of the Cold War Missile program,” U.S. Army Construction Engineering Research Laboratories, Champaign, IL Defense Publishing Service, Rock Island, IL,1996
- Mc Murran, Marshall W, “Achieving Accuracy a Legacy of Computers and Missiles,” Xlibris Corporation, 2008 ISBN 978-1-4363-8106-2
- Rosenberg, Max, “The Air Force and The National Guided Missile Program 1944-1949,” USAF Historical Division Liaison Office, Ann Arbor, 1964
- Sheehan, Neil, “A Fiery Peace in a Cold War: Bernard Schriever and the Ultimate Weapon.” New York: Random House. ISBN 978-0679-42284-6, (2009)
- Spirers, David N., “On Alert An Operational History of the United States Air Force Intercontinental Ballistic Missile (ICBM) Program, 1945-2011,” Air Force Space Command, United States Air Force, Colorado Springs, Colorado, 2012
- Stumpf, David K., Titan II, The University of Arkansas Press, Fayetteville, Arkansas, 2000 ISBN 1-55728-601-9
- Sutton, George P., “History of Liquid Propellant Rocket Engines,” American Institute of Aeronautics and Astronautics, Reston, VA, ISBN 1-56347-649-5, 2006
- United States Air Force, “T.O. 21M-HGM25A-1-1, “Technical Manual, Operation and Organizational Maintenance USAF Model HGM-25A Missile Weapon System

## External links
- American Aviation Historical Society Journal Lưu trữ ngày 4 tháng 12 năm 2021 tại Wayback Machine by Earl See Titan Missile Memoirs. Summer 2014.
- Tri-City Herald article by Kristin Alexander about Titan 1 complexes in Washington State. Published 22 March 1998.
- Information on "Northern California Triad" of Titan missile bases in Lincoln, California; Chico, California and Live Oak, Sutter County, California (Sutter Buttes)
- Titan 1 Upgrade Project Lưu trữ ngày 11 tháng 2 năm 2011 tại Wayback Machine at NASA Moffett Field
- A site for the Univac Athena Missile Guidance Computer
- The most comprehensive site about Titan I bases

Bản mẫu:Titan rockets
Bản mẫu:USAF missiles